# Cittaslow
Cittaslow er en bevægelse for byer, der ønsker at fokusere på en mere enkel livsstil. Den indgår i Slowfood-bevægelsen. Bevægelsen blev oprettet i oktober 1999 af en forhenværende borgmester i den toscanske by Greve in Chianti. Udgangspunktet for bevægelsen er at udbrede slowfood-filosofien til at omfatte flere områder af dagliglivet.
I Danmark er det (pr. marts 2013) kun Svendborg og Mariager, der er medlemmer af netværket.

## Medlemmer
| Land           | Slow-by | Antal |
| -------------- | --- | ----- |
| Australien     | Goolwa, Katoomba, Yea | 3     |
| Østrig         | Enns, Hartberg, Horn | 3     |
| Belgien        | Chaudfontaine, Enghien, Estinnes, Evere, Lens, Silly | 6     |
| Canada         | Cowichan Bay, Naramata, Wolfville, Lac-Megantic | 3     |
| Kina           | Yaxi, Jiangsu, Yanyang (Meizhou city), Jingyang, Fuling, Shimenshan, Yuhuzhen | 2     |
| Colombia       | Pijao | 1     |
| Danmark        | Mariagerfjord, Svendborg | 2     |
| Finland        | Kristinestad | 1     |
| Frankrig       | Blanquefort, Creon, Labastide D’Armagnac, Loix, Mirande, Saint-Antonin-Noble-Val, Segonzac, Valmondois | 8     |
| Tyskland       | Bad Essen, Bad Schussenried, Bad Wimpfen, Berching, Bischofsheim, Blieskastel, Deidesheim, Hersbruck, Homberg (Efze), Lüdinghausen, Maikammer, Meldorf, Michelstadt, Nördlingen, Penzlin, Schneverdingen, Schwetzingen, Spalt, Stollberg, Überlingen, Waldkirch, Wirsberg, Zwingenberg | 23    |
| Ungarn         | Hódmezővásárhely | 1     |
| Island         | Djúpivogur | 1     |
| Irland         | Clonakilty | 1     |
| Italien        | Abbiategrasso, Acqualagna, Acquapendente, Altomonte, Amalfi, Amelia, Anghiari, Asolo, Barga, Bazzano, Borgo Val di Taro, Bra, Brisighella, Bucine, Caiazzo, Capalbio, Casalbeltrame, Castel Campagnano, Castel San Pietro Terme, Castelnovo ne' Monti, Castelnuovo Berardenga, Castiglione in Teverina, Castiglione Olona, Cerreto Sannita, Chiavenna, Chiaverano, Cisternino, Città della Pieve, Città Sant'Angelo, Civitella in Val di Chiana, Cutigliano, Ficulle, Fontanellato, Francavilla al Mare, Galeata, Giuliano Teatino, Gravina in Puglia, Greve in Chianti, Grumes, Guardiagrele, Levanto, Marradi, Massa Marittima, Monte Castello di Vibio, Morimondo, Montefalco, Mulazzo, Novellara, Orsara di Puglia, Orvieto, Pellegrino Parmense, Penne, Pianella, Pollica, Positano, Pratovecchio Stia, Preci, Ribera, San Gemini, San Miniato, San Potito Sannitico, San Vincenzo, Santa Sofia, Santarcangelo di Romagna, Scandiano, Sperlonga, Suvereto, Teglio, Termoli, Tirano, Todi, Tolfa, Torgiano, Trani, Trevi, Vigarano Mainarda, Zibello | 75    |
| Japan          | Kesennuma, Maebashi-Akagi | 1     |
| Holland        | Alphen Chaam, Bellingwedde, Borger-Odoorn, Heerde, Midden-Delfland, Vaals, Vlagtwedde | 7     |
| New Zealand    | Matakana | 1     |
| Skabelon:TRNC  | Yeniboğaziçi, Lefka, Mehmetçik, Geçitkale, Tatlısu | 5     |
| Norge          | Eidskog, Levanger, Sokndal | 3     |
| Polen          | Barczewo, Bartoszyce, Biskupiec, Bisztynek, Dobre Miasto, Goldap, Górowo Iławeckie, Kalety, Lidzbark Warminski, Lubawa, Murowana Goślina, Nidzica, Nowe Miasto Lubawskie, Nowy Dwór Gdański, Olsztynek, Pasym, Prudnik, Rejowiec Fabryczny, Reszel, Ryn | 17    |
| Portugal       | Lagos, Sao Bras de Alportel, Silves, Tavira, Viana do Castelo, Vizela | 6     |
| Rusland        | Svetlogorsk |       |
| Sydafrika      | Sedgefield | 1     |
| Sydkorea       | Cheongsong County (Pacheon-myeon), Damyang County (Changpyeong-myeon), Hadong County (Akyang-myeon), Jecheon (Susan-myeon & Bakdaljae), Jeonju (Jeonju Hanok Village), Namyangju (Joan-myeon), Sangju (Hamchang-eup, Gonggeom-myeon, Ian-myeon), Shinan County (Jeung-do island), Wando County (Cheongsando Island), Yeongwol County (Kimsatgat-myeon), Yesan County (Daeheung & Eungbong-myeon) | 11    |
| Spanien        | Begur, Bigastro, Lekeitio, Mungia, Pals, Rubielos de Mora | 6     |
| Sverige        | Falköping | 1     |
| Schweiz        | Mendrisio | 1     |
| Skabelon:TWN   | Fonglin | 1     |
| Tyrkiet        | Akyaka, Muğla, Eğirdir, Gerze, Turkey, Gökçeada, Göynük, Halfeti, Perşembe, Seferihisar, Şavşat, Taraklı, Uzundere, Vize, Yalvaç, Yenipazar, Aydın | 14    |
| Storbritannien | Aylsham, Berwick-upon-Tweed, Llangollen, Mold, Perth | 5     |
| USA            | Fairfax CA, Sebastopol CA, Sonoma CA | 3     |